# Diamante do Norte
Diamante do Norte ist eine brasilianische Gemeinde im Bundesstaat Paraná. Es hat 5.168 Einwohner (2022), die Diamantenser genannt werden. Seine Fläche beträgt 243 km².

## Etymologie
Der Name Diamante do Norte geht darauf zurück, dass erste Bewohner Bergkristalle gefunden hatten, die sie für Diamanten hielten.

## Geschichte
Der Beginn der Besiedlung von Diamante do Norte wird auf das Jahr 1953 datiert. Zu diesem Zeitpunkt eröffnete die Companhia Colonizadora Toledo Pizza ein Grundstück namens Macuco. Der Zustrom von Migranten war aufgrund der Fruchtbarkeit des Bodens und der Notwendigkeit, den Kaffeeanbau auszuweiten, sehr groß.
Das Munizip wurde per Staatsgesetz Nr. 4.788 vom 29. November 1963 gegründet, aus Nova Londrina ausgegliedert und am 13. Dezember 1964 installiert.

## Geografie

### Fläche und Lage
Das Munizip liegt am Ufer des Paranapanema auf dem Terceiro Planalto Paranaense (der dritten Hochebene von Paraná) auf dem Breitengrad 22° 39′ 21″ Süd und dem Längengrad 52° 51′ 36″ West. Die Meereshöhe beträgt 349 Meter. Es hat eine Fläche von 243 km².

### Klima
In Diamante do Norte ist das Klima tropisch. Es ist mit starken Niederschlägen zu rechnen, die sich insgesamt auf 1408 mm pro Jahr belaufen. Die kurze Trockenzeit hat wenig Einfluss auf das feuchte Klima über das gesamte Jahr hinweg. Die Klassifikation des Klimas nach Köppen und Geiger lautet Am. Die Jahresdurchschnittstemperatur liegt bei 23,6 °C.

### Gewässer
Diamante do Norte liegt am linken Ufer des Paranapanema. Am westlichen Rand des Munizips fließt der Rio Tigre zum Paranapanema. Die östliche Munizipgrenze bildet der Ribeirão do Corvo.

### Straßen
Diamante do Norte ist über die PR-182 an die BR-376 bei Nova Londrina angebunden. Nach Osten führt die PR-557 nach Santo Antônio do Caiuá.

### Nachbarmunizipien
|               | Rosana (São Paulo)                          |            |
|               | Kompassrose, die auf Nachbargemeinden zeigt | Terra Rica |
| Nova Londrina | Itaúna do Sul                               |            |

## Demografie

### Bevölkerungsentwicklung
Quelle: IBGE (2011)
| Jahr | Einwohner | Stadt | Land  |
| 1960 |           |       |       |
| 1970 | 7.643     | 1.874 | 5.769 |
| 1980 | 8.408     | 3.161 | 5.247 |
| 1991 | 7.604     | 4.537 | 3.067 |
| 2000 | 6.099     | 4.612 | 1.487 |
| 2010 | 5.516     | 4.551 | 965   |
| 2022 | 5.168     | -     | -     |

Quelle: IBGE (2011) und Volkszählung 2022

### Ethnische Zusammensetzung
Ethnische Gruppen nach der statistischen Einteilung des IBGE (Stand: 1991, 2000 und 2010)
| Gruppe*     | 1991  | 2000  | 2010  | |
| Weiße       | 4.107 | 3.516 | 2.392 | wer sich als "weiß" erklärt                                                                                     |
| Schwarze    | 180   | 334   | 511   | wer sich als "schwarz" erklärt                                                                                  |
| Gelbe       | 210   | 192   | 150   | Personen fernöstlicher Herkunft wie japanisch, chinesisch, koreanisch etc.                                      |
| Braune      | 3.107 | 2.040 | 2.463 | wer sich als "braun" erklärt oder wer sich mit einer Mischung von zwei oder mehr der fünf Gruppen identifiziert |
| Indigene    | -     | -     | -     | wer sich als Ureinwohner oder Indio erklärt                                                                     |
| ohne Angabe | -     | 17    | -     | |
| Gesamt      | 7.604 | 6.099 | 5.516 | |

*) Das IBGE verwendet für Volkszählungen seit 1991 ausschließlich diese fünf Gruppen. Die Gruppenzugehörigkeit wird bei der Befragung vom Einwohner selbst festgelegt. Das IBGE verzichtet bewusst auf Erläuterungen.

## Wirtschaft

### Wasserkraftwerk Rosana
Nördlich der Stadt wird der Paranapanema für das Wasserkraftwerk Rosana aufgestaut. Die Wasserfläche des Stausees liegt 220  km², die Leistung der vier Turbinen bei 354 MW.

### Fremdenverkehr
Die größte Veranstaltung in Diamante do Norte ist das Obstfest, zu dem Touristen aus der ganzen Region kommen.

## Stadtverwaltung
- Bürgermeister: Eliel dos Santos Correa (2021–2024)